# Европейски икономически и социален комитет
Европейският икономически и социален комитет е структура в рамките на Европейския съюз, която представлява организираното гражданско общество в Европа пред другите структури на съюза: Европейски парламент, Съвет на Европа, Европейска комисия.

## История
Европейският икономически и социален комитет е консултативен орган на Европейския съюз. Създаден е през 1957 година заедно с Римските договори, като основната му цел е да предоставя експертно мнение на основните институции на ЕС: (Европейска комисия, Европейски парламент и Съвет на Европа. Още по време на учредителното заседание на Комитета, проведено на 19 май 1958 г. в Брюксел, Валтер Халщайн, първият председател на Европейската комисия, подчертава „важността на задачите, които стоят пред Икономическия и социален комитет, голямата роля, която е призван да играе в организацията на Общия европейски пазар и за промяна на образа на бъдеща Европа.“
През 1972 г. по време на срещата на върха в Париж ЕИСК придобива правото да изготвя становища по своя собствена инициатива. С измененията на европейските договори областите, за които Комитетът е задължително консултиран (земеделие, свободно движение на хора и услуги, транспорт, социална политика, технологично развитие, околна среда и т.н.), постепенно се разширяват. Комитетът печели повече самостоятелност с Договора от Маастрихт от 1992 г. и признание за своята работа, когато през 1997 г. Европейският парламент получи накрая правото да се консултира с Комитета.
Жак Делор, председател на Европейската комисия в периода от 1985 г. до 1995 г., многократно разчита на подкрепата на ЕИСК. Той разполага с активното съдействие на Комитета при установяването на социалния диалог на европейско равнище, както и разчита на неговия опит и усет към постигане на компромис за придаване на легитимност на европейската социална харта.

## Седалище
Повечето сесии на комитета се провеждат в Брюксел, където се намира и централата му.

## Членове
Членовете на комисията са 350 души, хора с широк кръг от икономически, социални и културни интереси от родните си страни. Те са разделени на три групи: „Работодатели“, „Работници“ и „Други интереси“ /т.е земеделски стопани, потребители, семейни организации и т.н/
Членовете се избират от националните правителства и се назначават от Съвета на Европейския съюз за петгодишен мандат, който може да бъде подновяван. Членовете на ЕИСК не работят срещу заплащане, а получават парични суми, които покриват техните пътни разходи и настаняване, когато участват в заседания.

## Дейност
Комитетът може да дава консултации по въпроси, свързани с политиката на Евросъюза в социалната и икономическата сфера. Той има пълномощията да се произнася и по въпроси, които по преценка на самия комитет, са значими и важни. С тези свои пълномощия, комитетът играе важна роля в прилагането на различните инициативи на Съюза, като по този начин гражданското общество взима активно участие в политическия живот на общността. Една от важните функции на ЕИСК е да установява важната връзка между институциите на ЕС и гражданското общество.
ЕИСК дава възможност на заинтересованите групи в Европа – профсъюзи, работодатели, селскостопански производители – официално да изказват мнението си за законодателните предложения на ЕС. Процедурата се изпълнява чрез приемане на „становища“ по предложение на законодателството на ЕС и на „становища по собствена инициатива“.

## Организация
Комитетът се състои от:
- пленарна асамблея;
- бюро;
- три групи;
- шест секции;
- генерален секретариат.

Комитетът се ръководи и представлява от председател, който има двама заместник-председатели. Техните мандати са двугодишни.

## Състав
Правителствата на страните-членки на ЕС излъчват членовете на Комитета, като те от своя страна се назначават от Съвета на Европа. Мандатът на членовете е 4-годишен с възможност за обновяване.
Броят на членовете от всяка държава зависи от нейното население:
- Германия, Франция, Италия, Обединеното кралство – 24 членове
- Испания, Полша – 21 членове
- Румъния – 15 членове
- Белгия, Гърция, Нидерландия, Португалия, Австрия, Швеция, Чехия, Унгария, България – 12 членове
- Дания, Ирландия, Финландия, Литва, Словакия, Хърватия – 9 членове
- Латвия, Словения – 7 членове
- Естония – 6 членове
- Малта, Люксембург, Кипър – 5 членове

## Български принос
България е била представлявана от следните личности:
- Божидар Данев – председател на Българската стопанска камара

- Милена Ангелова – Изпълнителен директор, Асоциация на индустриалния капитал в България

- проф. Нансен Бехар – Председател на Консултативния съвет на Съюза за стопанска инициатива (ССИ)– член на Икономическия и социален съвет на Република България (ИСС)– професор по икономика в Софийския университет

- Пламен Димитров – Заместник-председател на Конфедерацията на независимите синдикати в България – председател на комисията по труд, доходи, жизнено равнище и индустриални отношения – председател на управителния съвет на Колежа за работническо обучение

- Любомир Хаджийски – Заместник-председател на икономическата комисия на Български съюз на частните предприемачи (БСЧП) "Bъзраждане"

- Желязко Христов – Председател на Конфедерацията на независимите синдикати в България (КНСБ)

- Димитър Манолов – Вицепрезидент, „ПОДКРЕПА“

- Веселин Митов – Международен секретар, „ПОДКРЕПА“

- Донка Соколова – Генерален директор на „ДМ ТРАВЕЛ“ ООД; Председател на Управителния съвет на Българската асоциация на туристическите агенции (БАТА)

- Людмила Тодорова – Председател на Съветa на българските аграрни организации

- Пламен Захариев – Председател на Националния център за социална рехабилитация

- Румен Атанасов – ОРГАЛИМ, Европейската Асоциация на Инженерните Индустрии

- Стилиян Баласопулов – председател на Националния съюз на Трудово-производителните кооперации